# Neolitsea velutina
Neolitsea velutina W.T. Wang – gatunek rośliny z rodziny wawrzynowatych (Lauraceae Juss.). Występuje naturalnie w południowo-wschodnich Chinach – w prowincjach Guangdong i Junnan (południowo-wschodnia część), a także w regionie autonomicznym Kuangsi. 

## Morfologia
PokrójZimozielone drzewo. Młode gałązki są owłosione o mniej lub bardziej białawej barwie.
LiścieLiście są zebrane po 2–3 na końcach gałęzi. Blaszka liściowa jest owłosiona od spodu i ma kształt od eliptycznego do owalnego. Mierzy 5–7,5 cm długości oraz 2–3,5 cm szerokości. Ogonek liściowy jest owłosiony i ma 6 mm długości.
KwiatySą niepozorne, jednopłciowe (dioecja), zebrane w baldachach, które z kolei skupione są w pęczki.

## Biologia i ekologia
Rośnie w lasach mieszanych. Występuje na wysokości od 600 do 1400 m n.p.m. Kwitnie od listopada do grudnia. 